# Bajuwarenhof Kirchheim

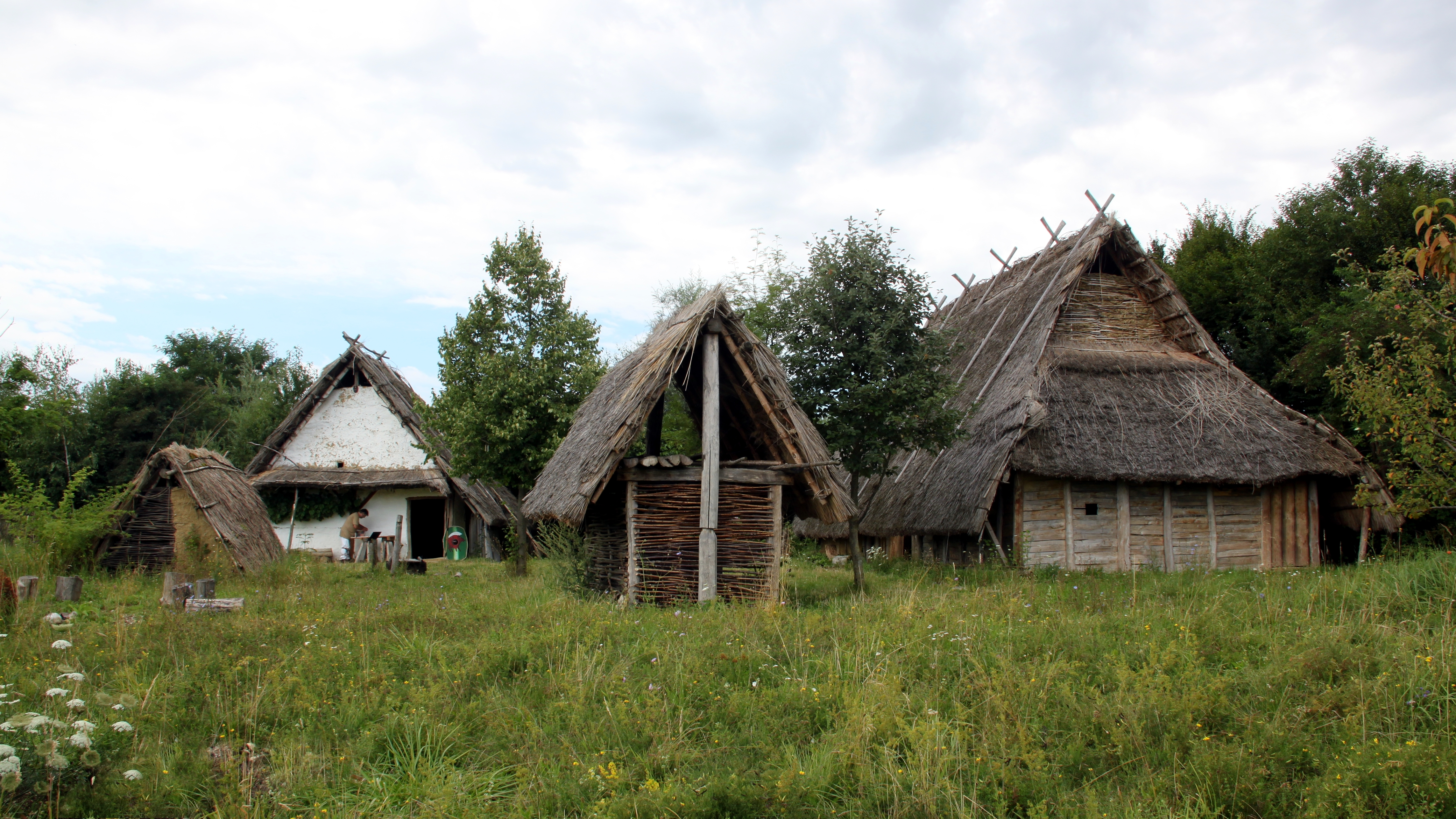
Bajuwarenhof Kirchheim

Der Bajuwarenhof Kirchheim ist ein archäologisches Freilichtmuseum in der oberbayerischen Gemeinde Kirchheim bei München im Landkreis München.
Das Museum besteht aus einer merowingerzeitlichen Hofanlage, die nach archäologischen Befunden, überwiegend aus der Region München, und unter Berücksichtigung experimentalarchäologischer Erkenntnisse so realitätsgetreu wie möglich rekonstruiert wurde. Im Winter 2003 gegründet, war der Bajuwarenhof der offizielle Beitrag Kirchheims zur Bundesgartenschau 2005. Auch das 2800 Quadratmeter große Gelände wurde von der Gemeinde zur Verfügung gestellt. Das Museum wird vom Förderverein Bajuwarenhof Kirchheim betrieben. Der Schwerpunkt der Museumsarbeit liegt auf einer praktischen Darstellung der bäuerlichen Lebens- und Arbeitswelt des 6. und 7. Jahrhunderts nach Chr. Gleichzeitig dient die Anlage als Forschungsobjekt für praktische Langzeitversuche zu verschiedensten archäologischen Fragestellungen.
Die Errichtung der Gebäude sowie die Anlage von Garten und Feldern erfolgte unter erheblicher Mitwirkung ehrenamtlicher Helfer. Auch der Betrieb und Unterhalt des Geländes wird ausschließlich von Ehrenamtlichen wahrgenommen. Den Besuchern präsentieren sich diese in Form der Living History als „lebende Exponate“ mit Nachschöpfungen frühmittelalterlicher Kleidungsstücke, Ausrüstungsgegenstände und Werkzeuge. Unter anderem demonstrieren sie alte Handwerke und informieren über die damalige Zeit.

## Lage
Das Museum liegt im Heimstettener Teil der Gemeinde Kirchheim im südöstlichen Zwickel zwischen dem Autobahnring München-Ost (A 99), der Bajuwarenstraße und dem Wohngebiet am Heimstettener Moosweg. Das Gelände einer ehemaligen Abraumdeponie ist inzwischen vollständig begrünt. Ein mit Bäumen und Büschen dicht bepflanzter, mit bloßem Auge kaum erkennbarer Lärmschutzwall schirmt die Anlage wirkungsvoll von der direkt vorbeiführenden Autobahn ab.

## Einrichtungen

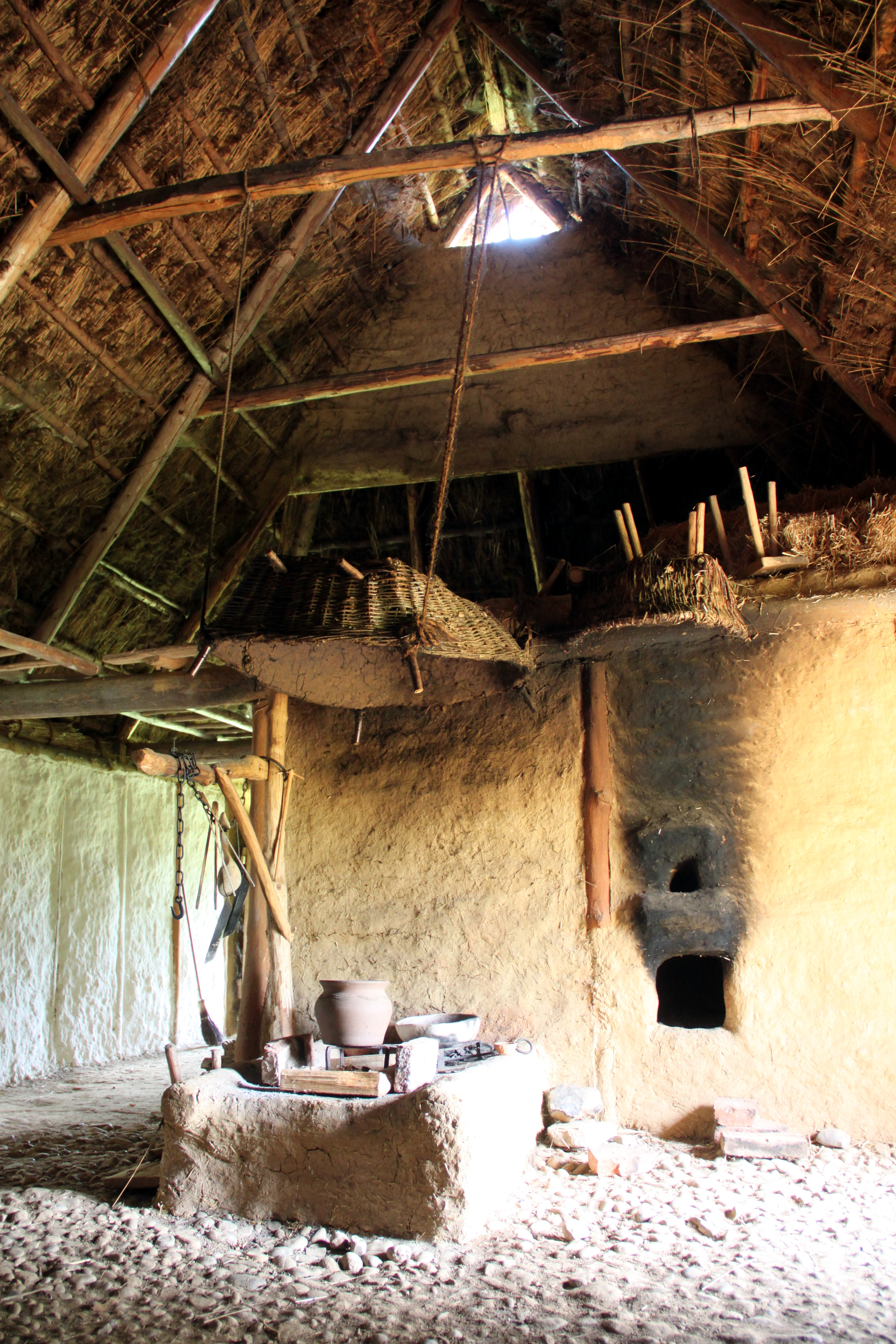
Langhaus: Halle (Ausschnitt) mit Feuerstelle

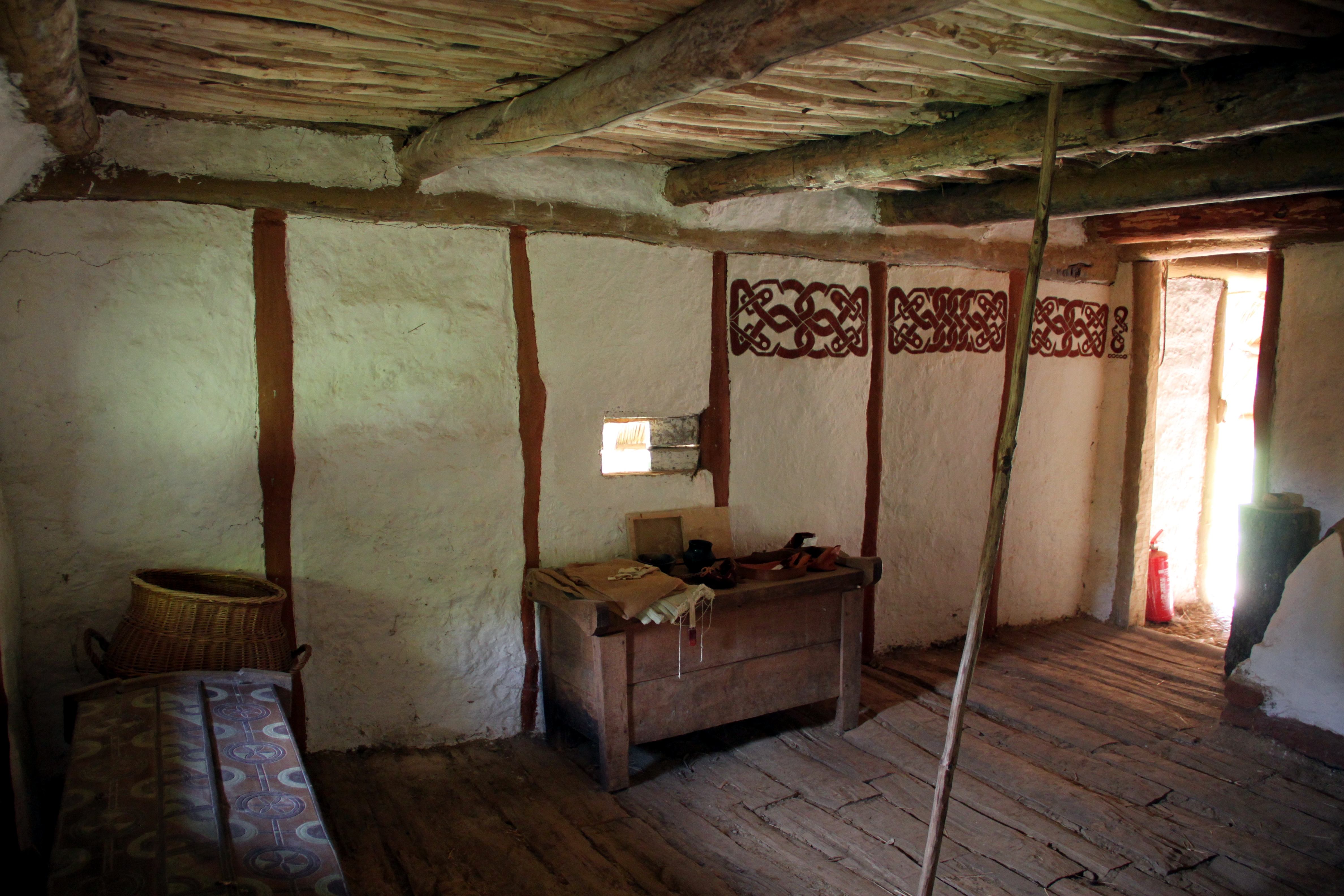
Langhaus: Stube

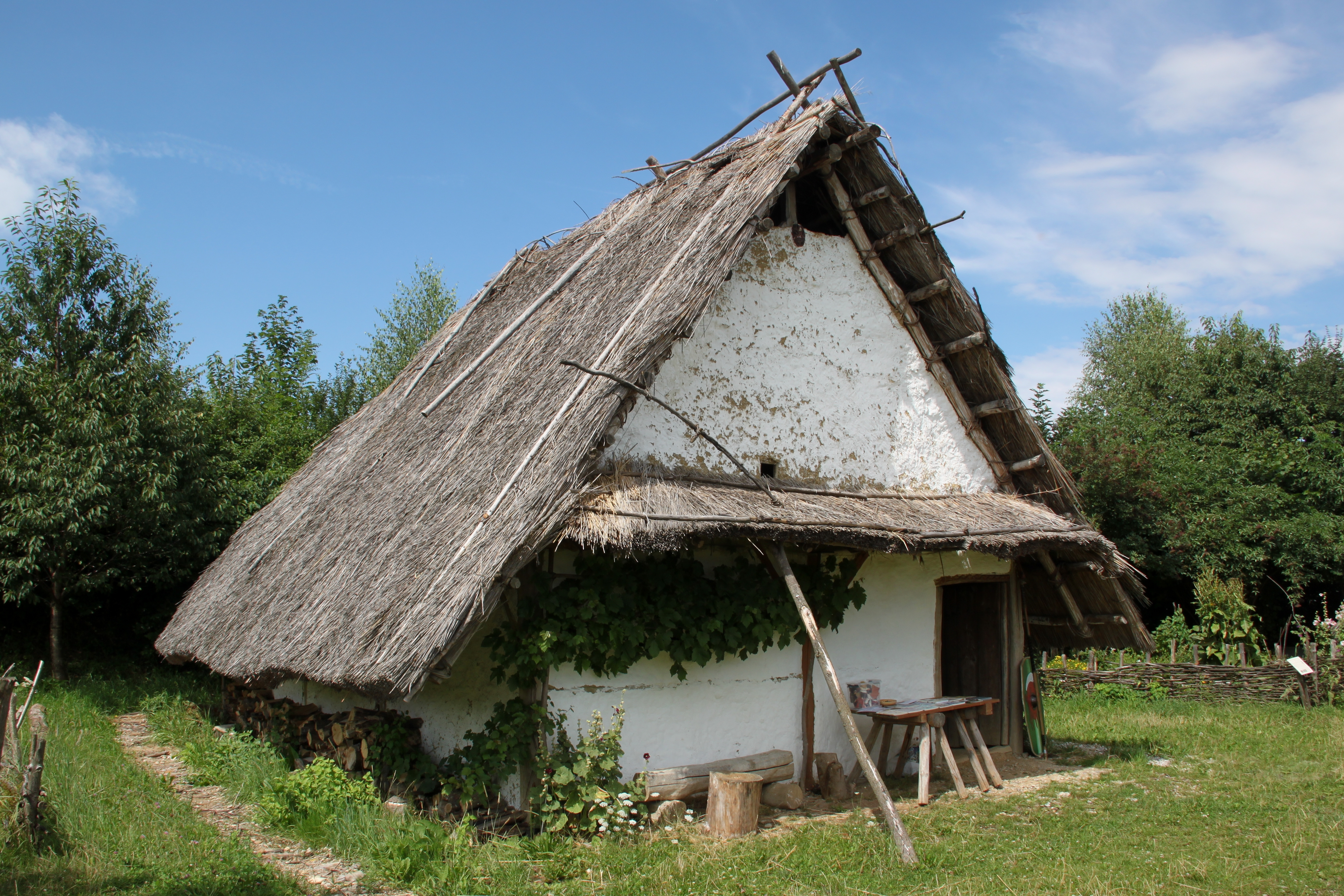
Nebengebäude – vor dem Abriss 2024

Der Bajuwarenhof Kirchheim ist ein rekonstruiertes Gehöft der Merowingerzeit (ca. 450 – 750 n. Chr.). Der Nachbau folgt keinem Original an Ort und Stelle, beruht aber auf Erkenntnissen archäologischer Ausgrabungen vor allem in der Münchner Schotterebene (z. B. Siedlungsgrabungen in Kirchheim, südlich der Tassilostraße, in den frühen 1980er Jahren).
Der Zugang zum Museumsgelände erfolgt von Nordosten über ein Eingangsgebäude. Dessen zeitgenössische Gestalt und Bauweise setzen sich klar von den übrigen Gebäuden ab. Ein in Nord-Süd-Richtung verlaufender Flechtwerkzaun mit Durchgang quert eine Kräuter- und Wildblumenwiese und markiert den Beginn des eigentlichen Hofareals.
Das größte Gebäude des Bajuwarenhofs ist im Norden ein  Langhaus (Haus 2) mit schilfgedecktem Sparrendach. Der Bau, der ohne inneres Tragwerk auskommt, beherbergt mehrere Räume: in der Mitte eine Halle mit Feuerstelle, im Osten eine Stube, darüber eine zur Halle hin offene Kammer, im Nordosten einen Flur und im Westen der Halle einen Nebenraum, der vom Hauptraum mit einer unverputzten Flechtwerkwand abgetrennt ist. In der Halle ist der Boden mit Schottersteinen, in der Stube mit Spalthölzern ausgelegt. Die Pfosten des Langhauses haben einen Abstand von weniger als 90 Zentimetern, der Giebel eine Höhe von sieben Metern.
Das zweitgrößte Gebäude ist im Westen des Geländes das sogenannte Nebengebäude (Haus 1). Es wurde als erstes Gebäude des Bajuwarenhofs anlässlich der Bundesgartenschau 2005 fertiggestellt. Das Haus besitzt einen Stampflehmboden sowie ein Rofendach, bei dem die Sparren am Firstbalken eingehängt sind. Im Osten schützt ein auf halber Höhe angebrachtes Vordach den unteren Teil der mit Kalk verputzten Giebelwand vor Schlagregen. Im Westen wird die Konstruktion von einem weit herabgezogenen Walm geschützt. Der Zugang zum Haus erfolgt über eine Tür von der Ostseite. Auf der Nordseite befindet sich ein Tor, das allerdings ohne historisches Vorbild ist. Im Inneren des Nebengebäudes, das als Werkstatt und Lagerraum dient, befindet sich eine Feuerstelle. 2024 wurde das Nebengebäude zurückgebaut, da tragende Pfosten mittlerweile Schäden aufwiesen. Vor dem Abriss wurde der Alterungszustand wissenschaftlich dokumentiert. Das Gebäude soll an ähnlicher Stelle wieder aufgebaut werden.
Zwischen dem Langhaus und dem Nebengebäude befindet sich ein im April 2005 angelegter Kräutergarten. In ihm wachsen Küchen- und Heilkräuter, Nutzpflanzen und einige alte Gemüsesorten. Der Garten ist vollständig von einem Flechtwerkzaun mit einer Tür an der Nordostseite umgeben.
Das größere, von einem zeltartigen Schilfdach bedeckte Grubenhaus 2 wird als Speicherraum genutzt. Der untere Bereich der Grube dient als Webstube. Das Grubenhaus besitzt neben den beiden Giebelpfosten vier weitere, eingerückte Pfosten in den Ecken der Grube. Die Nordseite des Hauses ist offen, die übrigen Seiten verfügen über Flechtwerkwände.
Das kleinere Grubenhaus 1 beherbergt im Nordosten eine einfache Schmiede und ist mit einem zeltartigen Schilfdach abgedeckt. Dieses ruht auf einer Längspfette, die von zwei eingegrabenen Pfosten getragen wird. Der Zugang zum Grubenhaus erfolgt von der Westseite. Die dortige, halbseitige Wand wird von nebeneinander angeordneten Aststangen gebildet. Die Wand auf der Ostseite besteht aus Flechtwerk, das halbseitig (vor der Schmiede) mit Lehm verschmiert ist.
Die Längsachse aller rekonstruierten Häuser verläuft in der für das Frühmittelalter typischen West-Ost-Richtung.
Zwischen den vier Häusern befindet sich ein Holzkastenbrunnen. Er reicht jedoch nicht bis zum Grundwasserspiegel, der in dieser Region der Münchner Schotterebene in ca. 6,50 Metern Tiefe anzutreffen ist.
Unmittelbar südlich des Nebengebäudes wurde im April 2005 ein Versuchsacker angelegt. In ihm und einem kleineren Acker im südöstlichen Teil des Geländes werden Kulturpflanzen und Getreidesorten angebaut, die für das 6. und 7. Jahrhundert belegt sind. Der Versuchsacker ist weitgehend von einem fast mannshohen Weidensteckzaun, der kleinere Acker von einem niedrigen Flechtwerkzaun umgeben. Außerdem wachsen auf dem Gelände Obstbäume und heimische Laubhölzer.
In der südwestlichen Ecke des Bajuwarenhofs befindet sich ein Werkplatz, der von einem zeitgenössischen Holzbau überdacht ist. Dessen Südteil dient als Schutz für einen Glas-, einen Töpfer- und einen Backofen (alle seit Frühjahr 2008). Sein Nordteil beherbergt eine moderne Schmiede, in der Nachbildungen archäologischer Funde aus Eisen gefertigt und Schmiedetechniken vorgeführt werden.
Im südlichen Teil des Hofareals ist auf einem steinernen Fundament der Bau einer kleinen Holzkirche mit einem einfachen Rechtecksaal und einer Firsthöhe von etwa 4,5 Metern vorgesehen.

## Experimentelle Archäologie
Seit Beginn seines Bestehens wird auf dem Bajuwarenhof Kirchheim experimentelle Archäologie betrieben, um wissenschaftliche Hypothesen über die Lebens- und Arbeitswelt der im Frühmittelalter im Raum München siedelnden Bauern durch praktische Versuche zu überprüfen. Dieses Anliegen speist sich aus einem weitgehenden Mangel an schriftlichen Zeugnissen und organischen Hinterlassenschaften (z. B. hölzerne Gebäude und Gerätschaften, Nutzpflanzen, Tierhäute, Felle) aus dem Frühmittelalter, die Auskunft über den Alltag (z. B. Handwerk) geben könnten.
Erfahrungen werden auf dem Bajuwarenhof Kirchheim beim Bau, bei der Gestaltung und der Ausstattung von Gebäuden, aber auch bei der Herstellung von Alltagsgegenständen sowie im Gartenbau und in der Feldwirtschaft gewonnen.